# 鏡炬燈魚
鏡炬灯鱼（学名：Lampadena speculigera），又稱暗柄炬灯鱼，为輻鰭魚綱燈籠魚目灯笼鱼科炬灯鱼属的其中一種。分布于全球三大洋熱帶及亞熱帶海域，為深海魚類，棲息深度可達0-1000公尺，體長可達15.3公分。

## 扩展阅读
維基物種上的相關：鏡炬灯鱼